# Khalid Kasem
Khalid Kasem (Nieuwegein, 30 mei 1978) is een Nederlands-Marokkaans televisiepresentator en voormalig advocaat. Hij werd in augustus 2021 medepresentator van de talkshow Khalid & Sophie op NPO 1. Kasem was advocaat van onder anderen rapper Boef en is woordvoerder van de familie van voetballer Abdelhak Nouri.

## Biografie
Nadat hij op zijn vijftiende van school werd gestuurd deed hij de moedermavo. Hierna ging hij werken bij de ABN AMRO en voltooide in zijn vrije tijd een studie rechten aan de Universiteit van Amsterdam.
Samen met Peter R. de Vries en diens zoon had hij vanaf 2017 enkele jaren een advocatenkantoor; De Vries & Kasem. Tevens werkte hij als gastdocent bij de opleiding Coach Betaald Voetbal van de KNVB.
In 2020 nam hij deel aan De Slimste Mens, waar hij tweede werd achter Marieke van de Zilver.
In mei 2020 schreef het Algemeen Dagblad (AD) dat het Openbaar Ministerie Kasem ervan zou verdenken dat hij informatie had gelekt naar de groep van Ridouan Taghi, een oud-klasgenoot van hem. De Amsterdamse deken van de Nederlandse orde van advocaten onderzocht de aantijgingen en concludeerde dat Kasem niet schuldig was aan het lekken van informatie, vanwege gebrek aan ondersteunend bewijs ('technische vrijspraak').
Kasem was in 2020 in beeld om een opvolger van De Wereld Draait Door te presenteren op NPO 1, maar wegens de kwestie over het lekken van informatie werd dat niet uitgevoerd.
In 2020 bracht hij een boek uit over de Nederlands-Marokkaanse voetballer 'Appie' Nouri: Abdelhak Nouri. Een onvervulde droom. 
Vanaf 30 augustus 2021 was Kasem een van de twee presentatoren van Khalid & Sophie. Op 5 januari 2024 legde hij voor dit tv-praatprogramma tijdelijk zijn werkzaamheden neer wegens een verdenking van omkoping van een ambtenaar om een cliënt van hem vervroegd vrij te krijgen. De kwestie zou gespeeld hebben toen hij mede-eigenaar was van advocatenkantoor De Vries & Kasem. Dat zou volgens het AD blijken uit geluidsopnamen. Kasem ontkende tegenover de krant de ambtenaar te hebben omgekocht. Ten tijde van het neerleggen van zijn werkzaamheden waren er geen uitzendingen van Khalid & Sophie. Die zouden pas op 29 januari dat jaar weer een aanvang nemen. Jeroen Pauw nam zijn plaats in het praatprogramma over. Eind maart meldde de deken van de Amsterdamse Orde van Advocaten dat er geen aanwijzingen waren gevonden van omkoping of dat hij dit had geprobeerd. Omroep BNNVARA besloot vanwege de controverse om hem niet terug te laten keren op televisie.